# Attilio Bravi
Attilio Bravi (ur. 9 września 1934 w Bra, zm. 27 listopada 2013 tamże) – włoski lekkoatleta, skoczek w dal, mistrz letniej uniwersjady w 1959, olimpijczyk.

## Kariera sportowa
Zajął 7. miejsce w skoku w dal na mistrzostwach Europy w 1954 w Bernie oraz 4. miejsce w tej konkurencji na mistrzostwach Europy w 1958 w Sztokholmie.
Zwyciężył  w skoku w dal (przed swym kolegą z reprezentacji Włoch Maurizio Terenzianim i Alim Brakchim z Francji) na uniwersjadzie w 1959 w Turynie. Zajął 10. miejsce na igrzyskach olimpijskich w 1960 w Rzymie.
Był mistrzem Włoch w skoku w dal w latach 1957 i 1954–1960 oraz w sztafecie 4 × 100 metrów w 1958.
Jego rekord życiowy w skoku w dal wynosił 7,66 m, ustanowiony 27 lipca 1958 w Turynie.